# Cantone di Lafrançaise
Il Cantone di Lafrançaise era una divisione amministrativa dell'arrondissement di Montauban.
È stato soppresso a seguito della riforma complessiva dei cantoni del 2014, che è entrata in vigore con le elezioni dipartimentali del 2015.
Comprendeva i comuni di:
- L'Honor-de-Cos
- Lafrançaise
- Montastruc
- Piquecos